# 道林站 (全罗南道)
道林站（：／ Dorim yeok */?）曾經为韩国铁路庆全线上的一座鐵路站，位于全罗南道和順郡梨陽面，已于2008年废止。

## 历史
- 1931年6月15日，落成使用[1]。
- 2008年1月1日，停止使用[2]。